# 금일읍
금일읍(金日邑, Geumil-eup)은 전라남도 완도군 동부 해상에 있는 섬이다. 따라서 이 지역을 금일도 또는 평일도라고도 불린다.

## 연혁
- 1896년 : 완도군 신설로 평일면, 생일면, 금당면이 동시 설치
- 1916년 : 평일/생일/금당 등 3개의 면을 합쳐 금일면으로 개칭
- 1980년 12월 1일 : 금일면이 금일읍으로 승격

## 행정 구역
| 법정리 | 행정리                                 |
| ------ | -------------------------------------- |
| 동백리 | 동백리, 황제리                         |
| 사동리 | 다랑리, 섭부리, 소랑리, 우도리, 죽동리 |
| 신구리 | 구동리, 신평리                         |
| 월송리 | 월송리                                 |
| 장원리 | 장도리, 원도리                         |
| 장정리 | 도장리, 일정리                         |
| 척치리 | 신도리, 척치리                         |
| 충동리 | 궁항리, 동송리, 용항리, 충도리         |
| 화목리 | 감목리, 상화전리, 하화전리             |

## 부속 도서
- 동백리, 사동리, 신구리, 월송리, 장정리, 척치리, 충동리, 화목리 : 평일도
- 동백리 : 알매섬, 황제도
- 사동리 : 다랑도, 대병풍도, 부도, 섭도, 소다랑도, 소랑도, 소병풍도, 우도, 작은섬, 846번지 섬, 산256번지 섬
- 신구리 : 소굴도
- 장원리 : 다라지도, 대마도, 원도, 장도, 흰여
- 장정리 : 대칠기도, 소칠기도, 장고도, 중칠기도, 산361번지 섬
- 척치리 : 비도, 신도, 일도, 척도
- 충동리 : 대사도, 따리섬, 소사도, 송도, 장고도, 충도
- 화목리 : 대굴도, 산70번지 섬

## 교통

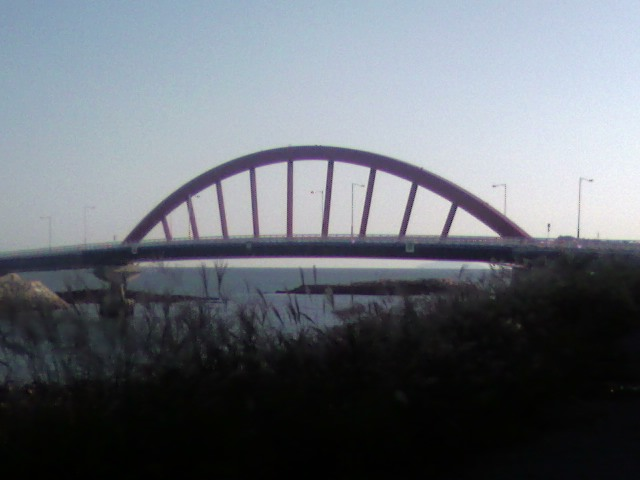
금일도와 소랑도를 잇는 연도교인 소랑대교

2006년 금일읍에서 소랑도를 잇는 약 200m정도의 연도교인 소랑대교가 개통되었다. 금일읍의 사동리에서 연결된 다리이다. 따라서 배로만 갈 수 있던 소랑도는 작은 터널을 지나서 소랑대교를 통해 차로 가거나, 걸어서 다닐 수 있게 되었다.

### 선박
금일도에 가는 방법에는 전에 마량의 마량항에서 금일로 한번에 가는 선박을 이용하거나, 마량항에서 선박을 승선, 고금·약산을 거쳐 당목항에서 금일로 가는 배를 두 번 타고 가는 방법이 있었으나, 2007년 마량과 고금도를 잇는 고금대교가 개통되자, 마량에서 차로 약산의 당목항에 가서 선박 승선을 통해 한번에 가게 되었다.
선박이 다니는 항은 주로 도장항, 동송항, 일정항, 화전항이 있다.

### 버스
금일에 여객버스가 3대 운행하고 있으나, 경유지는 사동리 ↔ 해수욕장 ↔ 동백리 ↔ 월송리 ↔ 신평리 ↔ 구동리 ↔ 감목리 ↔ 읍사무소 ↔ 금일농협 ↔ 화전리 ↔ 금일수협 ↔ 척치리 ↔ 도장항이다.
버스 정류장은 마을마다 있기 때문에 어느 마을에서나 정류장에서 기다리면 된다.
또한 택시는 현재 9대가 영업 중이다.

## 교육 시설
- 금일초등학교 : 금일읍 구동2길 38
  - 금일초등학교 신도분교 : 금일읍 신도길 41-1
  - 금일국민학교 원도분교 : 금일읍 장원리 157
  - 금일초등학교 일정분교 : 금일읍 금일로 53
  - 금일국민학교 장도분교 : 금일읍 장원리 43
  - 금일초등학교 충도분교 : 금일읍 금일충도길 34
  - 금일국민학교 황제분교 : 금일읍 황제도길 11
- 금일동초등학교 : 금일읍 월송1길 18-13
  - 금일동국민학교 다랑분교 : 금일읍 다랑도길 32-4
  - 금일동초등학교 소랑분교 : 금일읍 소랑길 38
  - 금일동초등학교 우도분교 : 금일읍 사동리 372
    - 소랑국민학교 부도분교 : 금일읍 사동리 산 105-1
    - 소랑국민학교 섭도분교 : 금일읍 섭도길 24
- 금일중학교 : 금일읍 금일로 445-1
- 완도금일고등학교 : 금일읍 금일로 420

## 어항 시설
- 동백항, 도장항, 사동항, 충도항, 화전항,일정항

## 주요 생산물
다시마, 미역, 톳, 전복, 유자 등을 주로 생산하며, 다시마는 대한민국 전체 생산량의 70%가 이곳에서 생산된다.
2010년 완도금일수협 다시마 수매량을 보면 약 2528t을 수매 금액은 105억 정도이며, 생산량의 약 65%정도만 수협으로 위판하고있으며 나머지는 개인적으로 위판을 하고 있는 실정이다.

## 볼거리
- 금일해수욕장 : 사동리, 월송리, 동백리 3개 마을에 걸쳐있는 해수욕장으로, 금일 명사십리 라고도 하는 해수욕장이다. 길이는 약 3.8km이다.
- 월송리 해송림 : 월송리에 약 1.4km에 걸쳐 펼쳐진 방풍림으로 2~300년생 1200여 그루로 숲을 이루고 있으며, 전에 TV의 한 광고를 찍은 곳이기도 하다.
- 금일 해당화 해변 : 백사장에 봉사단체에서 해당화 공원과 산책로, 간이쉼터 등을 만들어 누구나 무료로 사용 가능하다.
- 용항리 몽돌해수욕장 : 소재지에서 동쪽으로 약 7 km 정도 위치해 있다. 온 해변이 몽돌로 되어있으며, 파도가 치면 그 힘에 밀려다니는 소리가 촤르르르~ 하며 아주 맑고 고운 소리가 난다. 그 앞에는 거북선이 있어, 꼭 살아있는 거북과 흡사하다.
- 용굴 : 구동리 해변에 위치해 있는데, 조그만 산 언저리에 위는 흙이나, 가운데만 돌로 되어있으며, 커다란 구멍이 뚫려 신비함과 오묘함이 무궁해 지는데 이 구멍이 바로 용이 통과해 하늘로 승천했다 하여 용굴이라 명명하게 되었다고 한다.
- 망산 일출 : 금일읍에서 가장 높은 산으로 235m 높이의 산이다. 정상에 오르면 금일읍 일원이 다 보이며 동쪽에 있는 다도해가 그림처럼 펼쳐지며 특히 일출이 일품인데, 1월달에는 섬과 섬 사이에서 해가 올라오는 장관을 이루어 수많은 사람들이 구경을 겸하여 산에 오른다.
- 낙타섬 : 사동리 앞 해상에 있으며, 보는 각도에 따라서 달리 보이나, 보는 각도에 따라서 이승만 바위라 불리기도 한다.
- 투명산 : 2007년9월 3일 다음 아고라에 "어떻게 이런일이"라는 제목으로 올려 베스트에 올라 약 12만명이 보았던 투명산 사진이다. 동백리 선착장에서 생일면 산을 보면 3개의 산 능선이 교묘히 겹쳐져 보이는데 안쪽 산 능선이 보이는 것처럼 겹쳐져서 일어난다.[1]
- 쇠머리 전망대 : 동백리 교회 뒷길로 계속가면 나오는 옛 군부대 자리로, 끝없이 탁 트인 바다를 볼 수 있는데, 그 전망이 과히 어디에 견주기 힘들도록 아름답다. 옆에는 김해 김씨 집안에서 만든 약수터와 팔각정이 세워져 있어 아주 훌륭한 여행지가 되고있다.